# Tempus clausum
El tempus clausum o tiempo cerrado, en la antigua ley católica denominado tempus feriatum o tiempo prohibido, hace referencia a los periodos penitenciales a lo largo del año litúrgico, Cuaresma y Adviento.
Durante este tempus clausum los creyentes deben preparar su estilo de vida personal a través de oración, penitencia, arrepentimiento, limosna y abnegación para los días solemnes. Durante estos días las celebraciones de festival y de danza están prohibidas. Esto comprende también las grandes celebraciones de boda, mientras que los matrimonios en silencio, no celebrados en público, están permitidos.
Durante el período creativo de Johann Sebastian Bach en Leipzig no se interpretaban música de iglesia figurativa o florida, como sus cantatas, en Adviento desde el segundo hasta el cuarto domingo de Adviento, y en Cuaresma desde el primer domingo de Cuaresma (Invocavit) hasta el Domingo de Ramos (Palmarum), con la excepción de la fiesta de la Anunciación, el 25 de marzo.
Los períodos en cuestión y cánones penitenciales variaron en diferentes momentos. La restricción ya no figura en la ley canónica católica, pero sí se conserva en el luteranismo.